# Виейра, Мередит
Ме́редит Луи́за Вие́йра (англ. Meredith Louise Vieira; род. 30 декабря 1953 года, Ист-Провиденс, Провиденс, Род-Айленд, США) — американская журналистка, телеведущая развлекательных шоу.

## Биография
Мередит училась в Школе Линкольна и в школе квакеров (только для девочек) в Провиденсе. В 1975 году окончила Университет Тафтса. Тогда же начала свою профессиональную карьеру. Виейра стала ведущей на радио WORC в Вустере и диктором канала новостей. Вскоре она перебралась в Нью-Йорк, где работала в WCBS-TV c 1979 по 1982 год журналистом-расследователем. В начале 1990-х гг. Виейра стала помощницей ведущего утренних новостей (CBS), соавтором Morning News. С 1997 года по 9 июня 2006 года Виейра была одной из телеведущих программы «Взгляд» (The View) на ABC.
В 2002—2013 годах она была соавтором и ведущей телеигры «Кто хочет стать миллионером» (американская версия), а 17 декабря 2001 года Мередит дошла до 14-го вопроса и забрала четверть миллиона долларов ($250.000).
С сентября 2006 года она ведёт программу «Сегодня» (Today).
В 2006 году Виейра получила награду P.T. Barnum Awards от Университета Тафтса за выдающиеся заслуги в области средств массовой информации.